# Dimitar Sagaev
Dimitar Konstantinov Sagaev (født 14. februar 1915 i Plovdiv, Bulgarien, død 28. oktober 2003) var en bulgarsk komponist, professor, lærer og dirigent.
Sagaev studerede på State Academy of Music i Plovdiv (1940), hos bl.a. Pancho Vladigerov. Han blev i 1948 lærer og professor på State Academy of Music, hvor han oplærte generationer af kommende komponister i landet. Han regnes blandt de væsentlige komponister fra Bulgarien.[kilde mangler]
Han har skrevet syv symfonier, orkesterværker, kammermusik, scenemusik, korværker, operaer etc.

## Udvalgte værker
- Symfoni nr. 1 (1964) - for kvindekor, sangsolister, fortæller og orkester
- Symfoni nr. 2 "Bulgariens overlevelse" (1977) - for stort blæserorkester, herrekor og børnekor
- Symfoni nr. 3 "Khan Asparukh" (1979) - for mezzosopran, baryton, fortæller og orkester
- Symfoni nr. 4 (1980) - for orkester
- Symfoni nr. 5 "Samara flag" (1981) - for mezzosopran, fortæller og orkester
- Symfoni nr. 6 "September" (1982) - for mezzosopran, fortæller og orkester
- Symfoni nr. 7 "Romantisk" (1987) - for orkester
- Symfonisk scherzo (1944) - for orkester
- "Ungdoms suite" (1952) - for orkester
- Klaverkoncert nr. 1 (1992) - for klaver og orkester
- Klaverkoncert nr. 2 (1994) - for klaver og orkester
- Harpekoncert (2002) - for harpe og orkester
- Kantate "Shipka Epic" (1987) - for kor
- "Under åget" (1965) - opera
- "Samuel" (1973) - opera